# ذراع العطب (المفلحي)

تعديل مصدري - تعديل

ذراع العطب هي إحدى قرى عزلة المفلحي بمديرية المفلحي التابعة لمحافظة لحج، بلغ تعداد سكانها 28 نسمة حسب تعداد اليمن لعام 2004.